# Битва за Фаллуджу (2004, ноябрь)
Битва за Фаллуджу (англ. Battle of Fallujah) кодовое обозначение Операция «Фаджр» (араб. الفجر‎ — «рассвет»), также известная под кодовым названием «Призрачная ярость» (англ. Phantom Fury) — штурм иракского города Фаллуджа американскими войсками, проведённый 8 ноября — 23 декабря 2004 года.
Вторая битва за Фаллуджу и операция «фантомная ярость» была совместным наступлением американских войск, сил иракского правительства и британских войск в ноябре и декабре 2004 года во время Иракской войны. Она велась Армией и КМП США против иракских повстанцев в городе Фаллуджа и была санкционирована назначенным США иракским Временным правительством. Американские военные назвали его «одним из самых тяжёлых городских боёв США» после битвы за Хью в 1968 году
Эта операция стала второй крупной военной операцией ВС США в Фаллудже. Ранее, в апреле 2004 года, коалиционные силы провели первую битву в Фаллудже, чтобы захватить или уничтожить повстанческие элементы, считающиеся ответственными за гибель группы безопасности Blackwater. Когда коалиционные силы ворвались в центр города, иракское правительство потребовало, чтобы контроль над городом был передан иракским местным силам безопасности, которые затем начали накапливать оружие и строить сложные оборонительные сооружения по всему городу до середины 2004 года. Второе сражение было самым кровопролитным сражением за всю Иракскую войну для американских войск и первым крупным сражением в Иракской войне, которое велось исключительно против повстанцев, а не против сил бывшего баасистского иракского правительства, которое было свергнуто в 2003 году.

## Ситуация
В феврале 2004 года контроль над Фаллуджей и прилегающими районами в мухафазе Анбар был передан от 82-й воздушно-десантной дивизии к 1-й дивизии морской пехоты. Вскоре после этого, 31 марта 2004 года, четыре американских частных военных подрядчика из ЧВК «Blackwater»: Уэсли Баталона, Скотт Хелвенстон, Джерри Зовко и Майкл Тиг попали в засаду и были убиты в городе. Изображения их изуродованных тел транслировались по всему миру. Журналист Джереми Скахилл позже назвал этот инцидент могадишским моментом Иракской войны. Хотя тактические командиры в Ираке считали эти смерти незначительными с военной точки зрения, политические лидеры США не одобрили взвешенный подход к нападению на преступников и вместо этого потребовали более масштабного штурма города.
В течение нескольких дней силы морской пехоты США начали операцию «Бдительная решимость» (4 апреля 2004 года), чтобы вернуть контроль над городом у повстанческих сил. 28 апреля 2004 года операция «Бдительная решимость» завершилась соглашением, в котором местному населению было приказано не пускать повстанцев в город. Бригада Фаллуджи, состоящая из местных иракцев под командованием бывшего офицера баасистов по имени Мухаммед Латиф, взяла город под свой контроль.
Сила и контроль повстанцев начали расти до такой степени, что к 24 сентября 2004 года высокопоставленный американский чиновник сообщил ABC News, что поимка Абу Мусаба аз-Заркави, якобы находящегося в Фаллудже, теперь является «наивысшим приоритетом», и оценил его войска в 5000 человек, в основном не иракцев. Однако заявленная цель военной операции в Фаллудже состояла в том, чтобы ослабить повстанческое движение в рамках подготовки к запланированным иракским выборам 25 января 2005 года.

## Подготовка

### Коалиционные силы

1-е экспедиционное соединение морской пехоты США во время второй битвы за Фаллуджу в ноябре 2004 г.

Прежде чем начать наступление, американские и иракские войска установили вокруг города контрольно-пропускные пункты (КПП), чтобы помешать кому-либо войти и перехватить повстанцев, пытающихся бежать. Кроме того, велась воздушная съёмка для подготовки карт города для использования нападавшими. Американские подразделения были усилены арабскими переводчиками, чтобы помочь им в запланированном бою. После нескольких недель авиаударов и артиллерийских обстрелов боевики в городе оказались уязвимыми для прямого нападения.
Американские, иракские и британские силы насчитывали около 13500 человек. США собрали около 6500 морских пехотинцев и 1500 солдат армии, которые должны были принять участие в штурме, а также около 2500 военнослужащих ВМС на оперативных и вспомогательных ролях. Американские войска были сгруппированы в две полковые тактические группы: Полковая тактическая группа № 1 состояла из 3-го батальона 1-го полка морской пехоты, 3-го батальона 5-го полка морской пехоты, морских батальонов мобильных конструкций № 4 и № 23 (Seabees) и 2-го батальона 7-й кавалерийского полка армии. Полковая тактическая группа № 7 состояла из 1-го батальона 8-го полка морской пехоты, 1-го батальона 3-го полка морской пехоты, батареи «Чарли» 1-го дивизиона 12-го артиллерийского полка морской пехоты, 2-го батальона 2-го пехотного полка армии, 2-го батальона 12-го кавалерийского полка и 1-го дивизиона 6-го артиллерийского полка армии. 2000 иракских силовиков содействовали штурму. Все они были поддержаны 3-м авиационным крылом морской пехоты (3rd Marine Aircraft Wing), самолётами авиации ВМС и ВВС; а также дивизионами артиллерии армии США и снайперами USSOCOM.
Британский 1-й батальон полка Чёрная стража, численностью 850 бойцов на 50 бронемашинах Уорриор, получил приказ помочь американским и иракским войскам в окружении Фаллуджи. В составе тактической группы Black эскадрон D британского SAS готовился принять участие в операции, но британская политическая нервозность по поводу возможного масштаба потерь пресекла прямое участие Великобритании в наземном сражении.

### Повстанческие силы
В апреле Фаллуджу защищали около 500 «хардкорных» и более 1000 «неполных» повстанцев. По оценкам, к ноябрю их число удвоилось. По другой оценке, число повстанцев достигло 3000 человек; однако ряд лидеров повстанцев бежали до нападения.
Фаллуджа была занята практически всеми суннитскими повстанческими группировками в Ираке: Аль-Каидой в Ираке, Исламской армией Ирака, Ансар ас-Сунной, Армией Мухаммеда (АОМ), Армией моджахедов и Тайной исламской армией Ирака. Три группы (АКИ, ИАИ и Национальная исламская армия (Революционная бригада 1920 года)) имели свои главные штабы в Фаллудже. По оценкам, 2000 повстанцев были из Армии Мухаммеда (состоящей из бывших бойцов Федаинов Саддама), Ансар ас-Сунны и различных более мелких иракских группировок.
Иракские повстанцы и иностранные моджахеды, присутствовавшие в городе, заранее подготовили оборону перед предполагаемым нападением. Они рыли туннели, траншеи, готовили паучьи норы, строили и прятали самые разнообразные самодельные взрывные устройства. В некоторых местах они заполняли внутренние помещения затемнённых домов большим количеством бутылок с пропаном, больших бочек с бензином и боеприпасов, подключённых к дистанционному спусковому крючку, который мог быть запущен повстанцем, когда войска входили в здание. Они блокировали улицы барьерами из парапетных бетонных заграждений и даже устанавливали их внутри домов, чтобы создать опорные пункты, за которыми они могли атаковать ничего не подозревающих солдат, входящих в здание. Повстанцы были оснащены разнообразным современным стрелковым оружием и захватили различные виды американского вооружения, включая M14, M16, бронежилеты, униформу и шлемы.
Они заминировали здания и транспортные средства, в том числе подключили двери и окна к гранатам и другим боеприпасам. Предвосхищая американскую тактику захвата крыш высоких зданий, они заложили кирпичом лестничные клетки на крышах многих зданий, создавая пути в подготовленных полях огня, на которые, как они надеялись, войдут штурмующие американские войска[страница не указана 1633 дня].
Разведывательные брифинги, проведённые перед боем, сообщали, что коалиционные силы столкнутся с чеченскими, филиппинскими, саудовскими, ливийскими и сирийскими комбатантами, а также с коренными иракцами.

### Гражданское население
Тем временем большая часть гражданского населения Фаллуджи бежала из города, что значительно уменьшило вероятность жертв среди мирного населения. Американские военные чиновники подсчитали, что 70—90 % из 300 000 гражданских лиц в городе бежали до нападения. За три дня до вторжения над городом было сброшено более 1 000 000 листовок с предупреждением, что любой мужчина призывного возраста старше 12 лет будет считаться враждебным и расстрелян на месте.

## Ход операции
- 8 ноября наступление на Фаллуджу. Две полковые боевые группы 1-й дивизии морской пехоты и 2-я бригада 1-й кавалерийской дивизии США, поддержанных танками, составили ударную группу. Атака была отбита и начался массированный обстрел позиций обороняющихся с помощью авиации, вертолётов, артиллерии и танков.
- 9 ноября боевики сбили американский вертолёт.
- 10 ноября американское командование заявило о захвате большей части города.
- 11 ноября американцы подтверждают гибель 18 своих солдат. Боевики сбили 2 ударных вертолёта «Кобра».
- 12 ноября занято 80 % города[27].
- 20 ноября, по данным американских военных, город взят. Потери США в операции «Призрачная ярость» составили 51 человек убитыми и 425 тяжелоранеными; потери иракских правительственных войск составили 8 человек убитыми и 43 ранеными; также сообщается о 1200 убитых повстанцах.[27].
- 23 декабря в город начали возвращаться мирные жители.

## Битва

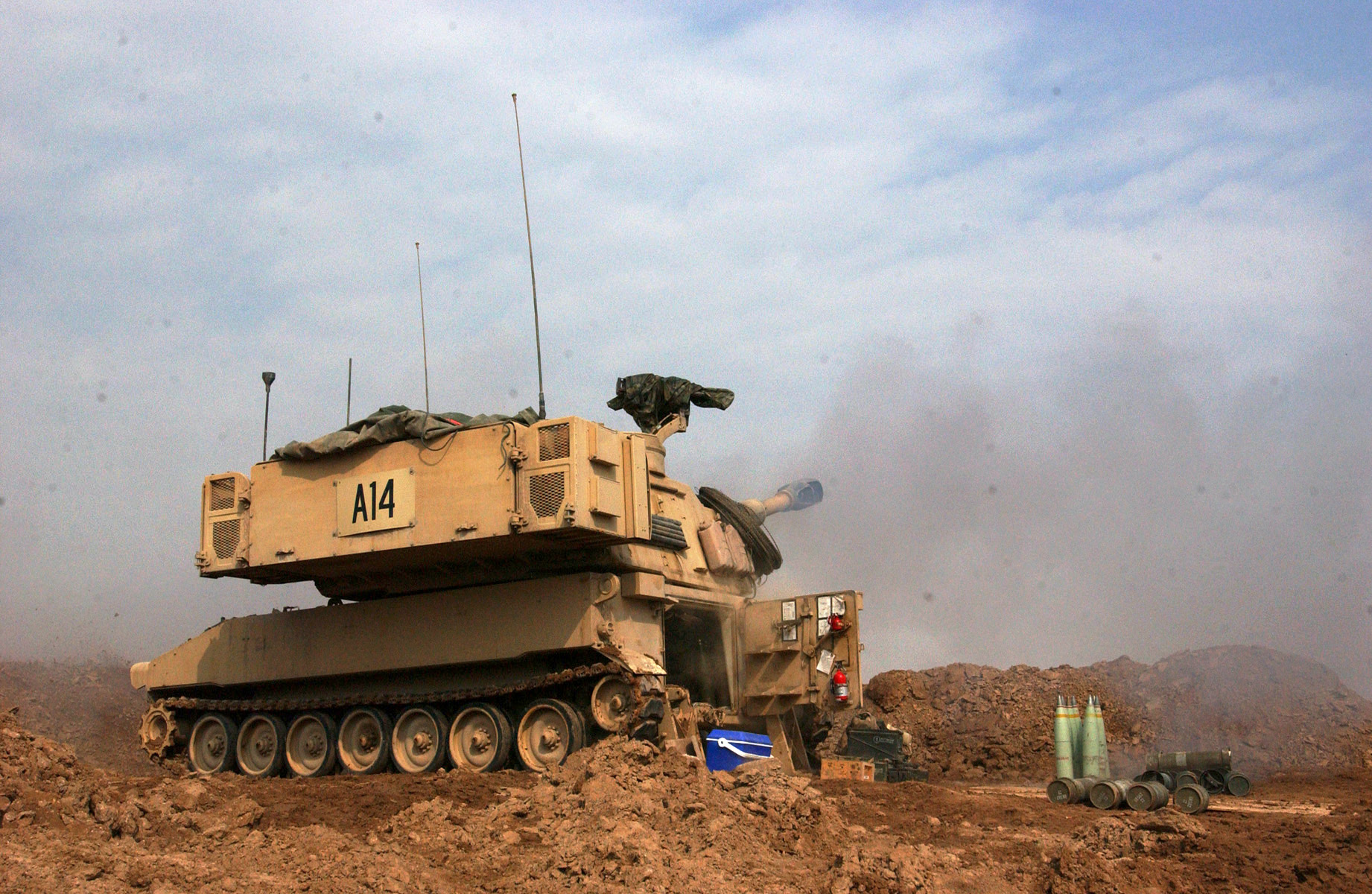
САУ M109A6 3-го дивизиона 87-го артиллерийского полка 1-й кд ведёт огонь в Фаллудже 9 ноября 2004 года.

### Первые атаки
Наземная операция началась ночью 7 ноября 2004 года с началом действий спецназа ВМС и разведчиков-снайперов морской пехоты, обеспечивавших разведку и целеуказание по периметру города. Атакуя с запада и юга, иракский 36-й батальон специального назначения со своими советниками по спецназу армии США, элементы снайперской задачи SEAL из Военно-морской специальной боевой оперативной группы Central и разведывательного взвода Корпуса морской пехоты США Mike Battery, 1-й и 2-й взводы, рота Чарли, 1-й батальон 9-го пехотного полка Manchu, 2-я бригада 2-й пехотной дивизии, 3-й взвод роты Альфа 2/72-го танкового батальона армии и 3-й механизированный разведывательный батальон морской пехоты, усиленный ротой «Браво» из 1-го батальона резерва морской пехоты 23-го полка и поддержанный ротой боевого обеспечения № 122 батальона боевого обеспечения № 1, захватили главный госпиталь Фаллуджи, мост Блэкуотер, здание ING и деревни напротив реки Евфрат вдоль западной окраины Фаллуджи.
Солдат 1-го батальона 3-го полка морской пехоты обстреляли 81-мм миномёты в ходе операции в южной Фаллудже. Это же подразделение, действующее под командованием III армейского корпуса, затем выдвинулась на западные подступы к городу и закрепилась на мосту Джурф ас-Сахр (Jurf Al Sakhar Bridge). Эти первоначальные атаки, однако, были отвлекающим манёвром, направленным на то, чтобы отвлечь и сбить с толку повстанцев, удерживающих город, до начала полномасштабного наступления.

### Основная фаза
После того как морские пехотинцы из инженерной группы (Seabees) I MEF прервали и отключили электроснабжение на двух подстанциях, расположенных к северо-востоку и северо-западу от города, полковая тактическая группа № 1 (RCT-1) и полковая тактическая группа № 7 (RCT-7) начали атаку вдоль северной окраины города. К ним присоединились два тяжёлых батальонных подразделения армии США: 2-й батальон 7-го кавалерийского полка и оперативная группа 2-го механизированнрого батальона 2-го пехотного полка. За этими двумя батальонами последовали четыре пехотных батальона, которым было поручено очистить оставшиеся здания. 2-й бригаде армии 1-й кавалерийской дивизии, дополненной 2-м механизированным разведывательным батальоном морской пехоты и 1-м батальоном 5-го пехотного полка, было поручено проникнуть в город и уничтожить любые мобильные силы противника. 3-й батальон «Чёрная стража» патрулировал главные дороги на восток. ПТГ были дополнены тремя снайперскими командами SEAL из 7 человек из военно-морской специальной боевой оперативной группы — Центральная и одним взводом из 1-го разведывательного отряда, которые обеспечивали предварительную разведку в городе, наведение авиации на цели (Joint Terminal Attack Controller (JTAC)) и одностороннее наблюдение на протяжении всей операции. ВВС США обеспечивали тесную воздушную поддержку наземного наступления, используя истребители F-15 Strike Eagle, F-16 Fighting Falcon, A-10 Thunderbolt II, B-52 Stratofortress и ганшипы AC-130 для нанесения точных ударов с близкого расстояния по вражеским опорным пунктам в пределах города. ВВС также использовали беспилотные летательные аппараты MQ-1 Predator для разведки и нанесения точных ударов, а также высотные разведывательные самолёты U-2 Dragon Lady для сбора разведданных, наблюдения и разведки до, во время и после боя.
Шесть батальонов сухопутных войск, морской пехоты и иракских сил, которым помогали разведчики Корпуса морской пехоты (Mike Battery Marine Corps Scout) и целеуказатели, а также снайперы SEAL и авианаводчики (JTAC) перед началом огневых операций, вошли в город под покровом темноты и, соединившись с разведывательными подразделениями, начали штурм ранним утром 8 ноября 2004 года, которому предшествовал интенсивный артиллерийский обстрел примерно с 2500 155-мм снарядов и воздушная атака. За этим последовало нападение на главный железнодорожный вокзал, который затем использовался в качестве плацдарма для последующих сил. К полудню того же дня под прикрытием интенсивного воздушного прикрытия морские пехотинцы вошли в районы Хей-Наиб-Дубат и Назиза. За морскими пехотинцами последовали инженеры из NMCB 4 и NMCB 23, которые в то утро расчистили бульдозерами улицы от обломков, оставшихся после бомбардировки. Инженеры КМП использовали бронированные бульдозеры для расчистки улиц, оставаясь при этом в безопасности и защищёнными от вражеского огня. Вскоре после наступления темноты 9 ноября 2004 года морские пехотинцы, как сообщается, достигли фазовой линии Фрэн (Fran) на шоссе № 10 в центре города.
Хотя к 13 ноября 2004 года бои в основном прекратились, американские морские пехотинцы и Силы специальных операций продолжали сталкиваться с решительным изолированным сопротивлением повстанцев, укрывшихся по всему городу. К 16 ноября 2004 года, после девяти дней боев, Командование морской пехоты описало эту акцию как зачистку очагов сопротивления. 20 ноября основные силы США покинули город. Спорадические стычки продолжались до 23 декабря 2004 года, когда началось возвращение жителей Фаллуджи в свои дома. За первый день в город вернулось около 1000 человек.
К концу января 2005 года в новостях сообщалось, что американские боевые подразделения покидают этот район и помогают местному населению вернуться в теперь уже сильно повреждённый город.

## Применение белого фосфора

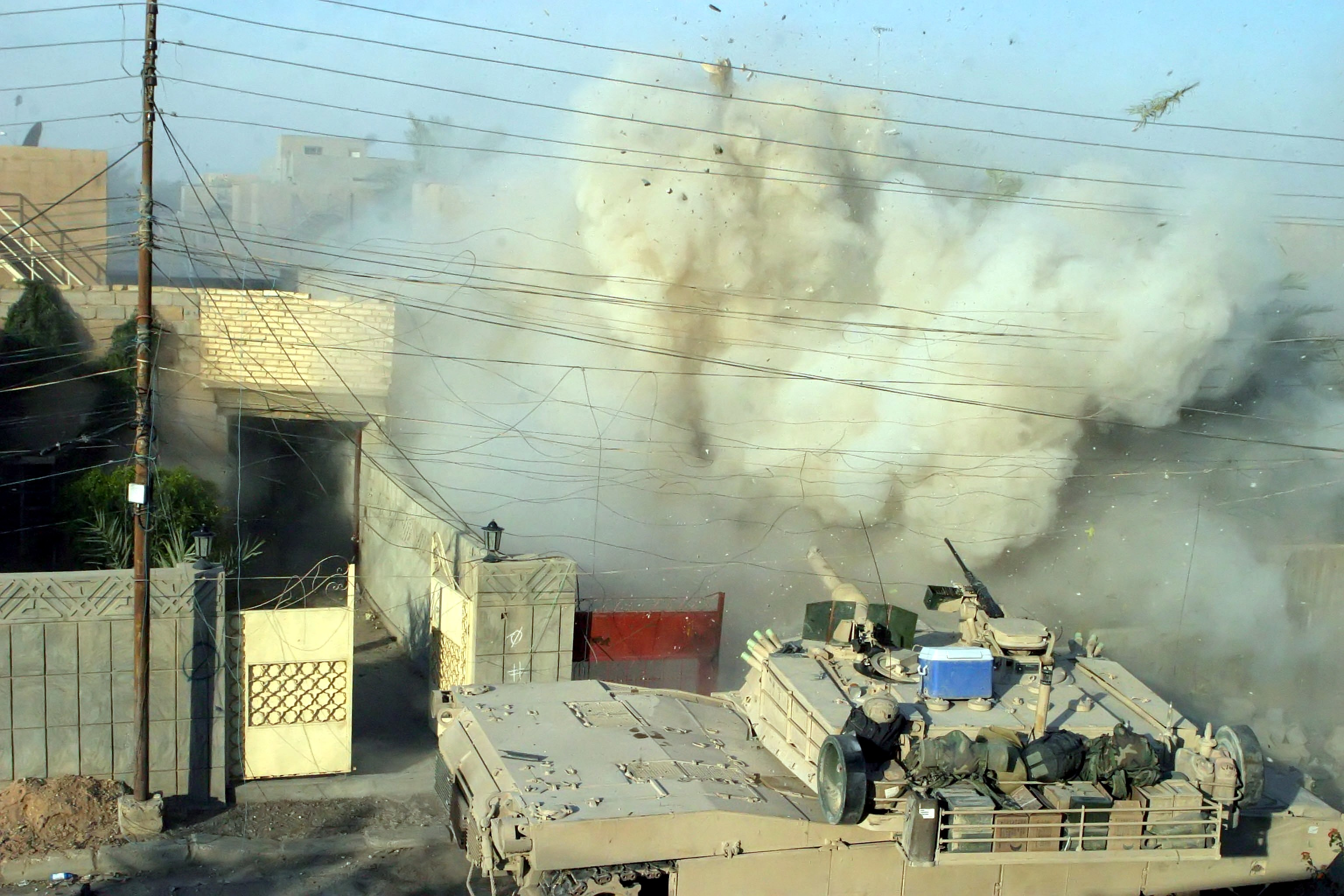
Танк M1А1 2-го танкового батальона стреляет по зданию

Было отмечено применение американскими войсками белого фосфора в качестве зажигательного/химического оружия. Первоначально американское командование заявляло, что просто были неправильно применены фосфорные осветительные бомбы и называло все сообщения о жертвах «распространённым мифом», но позже под давлением журналистов, которые продемонстрировали фотографии детей и взрослых с ожогами характерными для белого фосфора, представитель Пентагона подполковник Барри Винэбл (Barry Venable) признал, что американская армия целенаправленно применяла белый фосфор против «вооружённого врага». По свидетельствам очевидцев, применённые боеприпасы уничтожали всё живое в радиусе 150 метров. Глава Пентагона Дональд Рамсфелд заявил, что «белый фосфор — законный военный инструмент» и армия США будет применять его по своему усмотрению. Использование любого зажигательного оружия в местах сосредоточения гражданского населения запрещено ООН Протоколом III к Конвенции об обычном вооружении, однако США не ратифицировали этот документ и формально не связаны обязательствами по его выполнению. Применение отравляющих веществ против людей запрещено ООН Конвенцией о запрещении химического оружия (летальная доза белого фосфора для человека — 0,1 г). Сообщения о применении фосфорных бомб против людей вызвали негативную реакцию в мире. Итальянский канал «RAI News 24» по данному вопросу снял фильм «Эль-Фаллуджа — спрятанная бойня».
В сентябре 2010 года депутат британского парламента Билл Уилсон внёс на рассмотрение своих коллег предложение о широком освещении последствий использования Соединёнными Штатами и Великобританией оружия массового поражения во время штурма Фаллуджи в 2004 году. Он заявил: «Последствия ощущаются и в настоящее время: исследования показали четырёхкратный рост заболевания различными видами рака, двенадцатикратный рост заболевания раком детьми до 14 лет и увеличение в 38 раз заболеваний лейкемией. Для сравнения: у выживших после бомбёжки Хиросимы заболеваемость лейкемией выросла в 17 раз. А самое главное, из-за этого местные доктора советуют женщинам не заводить детей».

## Потери
Согласно информации международной коалиции, в боях за Фаллуджу погибло 108—111 её бойцов и порядка 1200—2000 членов вооружённых группировок. Данные о жертвах среди наёмников частных военных компаний не публиковались. При этом, с самого начала операции высказывались предположения о занижении потерь в официальных данных американской армии примерно в два раза.
Консультативный совет моджахедов Фаллуджи 18 ноября 2004 года распространил пресс-релиз, в котором сообщалось, что отрядам, которые противостоят американцам, удалось сбить два самолёта F-16, 11 боевых вертолётов, пять беспилотных самолётов-разведчиков, транспортный вертолёт Chinook с 60 военнослужащими на борту, подбить 11 танков Abrams и 22 военных автомобиля. В документе также утверждается, что боевикам удалось захватить в плен 126 американских солдат, 123 иракских военнослужащих и 15 британских военных. Американцы потеряли убитыми 400 человек, Иракская национальная гвардия — 140. Кроме того, в заявлении отмечается, что один американский офицер с подчинённым ему подразделением перешёл на сторону повстанцев. Однако никаких фактических доказательств, указанных в пресс релизе потерь, предоставлено не было.
Операция в Эль-Фаллудже известна также крупным скандалом, вспыхнувшем в прессе после того, как военный журналист Кевин Сайтс предал огласке факт расправы над одним раненым боевиком в мечети. Данный эпизод подробно описан в его книге «Синдром войны».

## Состав сил США
В операции под кодовым названием «Призрачная ярость» (Phantom Fury) из ударных сил участвовали девять батальонов СВ и КМП США, шесть иракских батальонов (12000 морских пехотинцев, солдат, моряков, авиации и иракских сил безопасности). Для участия в сражении численность 1-го экспедиционного соединения морской пехоты США выросла до 45000 чел.
- 24-й экспедиционный отряд морской пехоты (24th Marine Expeditionary Unit)
- 31-й экспедиционный отряд морской пехоты (31st Marine Expeditionary Unit)
- 1-я дивизия морской пехоты (генерал-майор Ричард Ф. Натонски (Richard F. Natonski)
  - 3-й механизированный разведывательный батальон (3rd Light Armored Reconnaissance Battalion (Task Force Wolfpack))
  - Полковая боевая группа № 1 на базе 1-го полка морской пехоты (Regimental Combat Team 1 (RCT-1) built around the 1st Marine Regiment)
    - 3-й батальон 1-го полка морской пехоты (3rd Battalion 1st Marines (Infantry))
    - 3-й батальон 5-го полка морской пехоты (3rd Battalion 5th Marines (Infantry))
    - Оперативная группа 2-7 (2-й батальон 7-го кавалерийского полка) (Task Force 2-7 (2nd Battalion, 7th Cavalry, 1st CD (U.S. Army Infantry))
      - Рота Альфа 2-го батальона 7-го кавалерийского полка (Company A, 2nd Battalion, 7th Cavalry)
      - Рота Чарли 2-го батальона 7-го кавалерийского полка (Company C, 2nd Battalion, 7th Cavalry)
      - Рота Чарли 3-го батальона 8-го кавалерийского полка (танковая) (Company C, 3rd Battalion, 8th Cavalry)[47]
      - Рота Браво 215-го батальона передовой поддержки (Company B, 215th Forward Support Battalion)

    - Рота Чарли 2-го танкового батальона (Company C, 2nd Tank Battalion)
    - Рота Браво 2-го амфибийно-штурмового батальона (Company B, 2nd Assault Amphibian Battalion)
    - Батарея Майк 4-го дивизиона 14-го артиллерийского полка морской пехоты (Battery M, 4th Battalion, 14th Marines)
    - Малая лодочная рота (Small Craft Company)

  - Полковая боевая группа № 7 на базе 7-го полка морской пехоты (Regimental Combat Team 7 (RCT-7) built around the 7th Marine Regiment)
    - 1-й батальон 8-го полка морской пехоты (1st Battalion 8th Marines (Infantry))
    - 1-й батальон 3-го полка морской пехоты (1st Battalion 3rd Marines (Infantry))
    - Оперативная группа 2-2 (Task Force 2-2 (2nd Battalion, 2nd Infantry Regiment, 1st ID) (U.S. Army)
      - Рота Альфа 2-го батальона 2-го пехотного полка (Company A, 2nd Battalion, 2nd Infantry)
      - Рота Альфа 2-го батальона 63-го бронетанкового полка (Company A, 2nd Battalion, 63rd Armor)
      - Рота Фокс 4-го кавалерийского полка (F Troop, 4th Cavalry)

    - Рота Альфа 3-го механизированного разведывательного батальона (Company A, 3rd Light Armored Reconnaissance Battalion)
    - Рота Альфа 2-го танкового батальона (Company A, 2nd Tank Battalion)
    - Рота Чарли 3-го амфибийно-штурмового батальона (Company C, 3rd Assault Amphibian Battalion)
    - Батарея Чарли 1-го дивизиона 12-го полка морской пехоты (Battery C, 1st Battalion, 12th Marines)

  - 2-я бригада 1-й кд (2nd Brigade, 1st CD) (U.S. Army)
    - Оперативная группа 1-5 кавалерия (Task Force 1-5 Cavalry (1st Battalion, 5th Cavalry) (U.S. Army)
    - Оперативная группа 1-5 пехота (Task Force 1-5 Infantry (1st Battalion 5th Infantry Regiment) (U.S. Army)
- 3-е авиационное крыло морской пехоты (3rd Marine Aircraft Wing)
  - 38-я группа воздушного контроля (Marine Air Control Group 38) (управление)
  - 37-я эскадрилья поддержки крыла (Marine Wing Support Squadron 37)
  - 1-я эскадрилья БЛА (Marine Unmanned Aerial Vehicle Squadron 1)
  - 16-я авиационная группа (Marine Aircraft Group 16)
    - 242-я всепогодная истребительно-штурмовая эскадрилья (Marine All-Weather Fighter Attack Squadron 242)
    - 311-я ударная эскадрилья (Marine Attack Squadron 311)
    - 169-я лёгкая ударная вертолётная эскадрилья (Marine Light Attack Helicopter Squadron 169)
    - 367-я лёгкая ударная вертолётная эскадрилья (Marine Light Attack Helicopter Squadron 367)
    - 268-я средняя вертолётная эскадрилья (Marine Medium Helicopter Squadron 268)
    - 361-я тяжёлая вертолётная эскадрилья (Marine Heavy Helicopter Squadron 361)
- 1-я группа тылового обслуживания (1st Force Service Support Group)
  - 11-я группа поддержки боевой службы (Combat Service Support Group 11)
  - 15-я группа поддержки боевой службы (Combat Service Support Group 15)
  - Инженерная группа 1-го ЭСМП (I Marine Expeditionary Force Engineer Group)